# Snowboard nos Jogos Olímpicos de Inverno de 2006 - Slalom gigante paralelo masculino
A competição Slalom gigante paralelo masculino de snowboard nos Jogos Olímpicos de Inverno de 2006 foi disputado no dia 22 de fevereiro.

## Medalhistas
| Ouro   | SUI Philipp Schoch    |
| Prata  | SUI Simon Schoch      |
| Bronze | AUT Siegfried Grabner |

## Primeira fase
| Pos. | Nome                    | Trajeto azul | Trajeto azul | Trajeto vermelho | Trajeto vermelho | Total time |
| Pos. | Nome                    | Tempo        | Pos.         | Tempo            | Pos.             | Total time |
| ---- | ----------------------- | ------------ | ------------ | ---------------- | ---------------- | ---------- |
| 1    | SUI Simon Schoch        | 33.98        | 1            | 35.40            | 5                | 1:09.38    |
| 2    | SUI Philipp Schoch      | 35.42        | 11           | 34.41            | 1                | 1:09.83    |
| 3    | SUI Heinz Inniger       | 35.51        | 12           | 34.45            | 2                | 1:09.96    |
| 4    | AUT Andreas Prommegger  | 34.37        | 2            | 35.98            | 10               | 1:10.35    |
| 5    | SUI Gilles Jaquet       | 34.55        | 3            | 35.92            | 8                | 1:10.47    |
| 6    | AUT Siegfried Grabner   | 35.66        | 13           | 34.99            | 4                | 1:10.65    |
| 7    | FRA Nicolas Huet        | 34.67        | 4            | 36.05            | 11               | 1:10.72    |
| 8    | SLO Dejan Kosir         | 34.84        | 6            | 36.22            | 15               | 1:11.06    |
| 9    | USA Tyler Jewell        | 34.96        | 7            | 36.17            | 14               | 1:11.13    |
| 10   | SLO Rok Flander         | 36.38        | 20           | 34.80            | 3                | 1:11.18    |
| 11   | SWE Richard Richardsson | 34.76        | 5            | 36.70            | 21               | 1:11.46    |
| 12   | ITA Roland Fischnaller  | 35.15        | 8            | 36.46            | 17               | 1:11.61    |
| 13   | FRA Mathieu Bozzetto    | 35.38        | 9            | 36.64            | 19               | 1:12.02    |
| 14   | AUT Harald Walder       | 35.40        | 10           | 36.71            | 22               | 1:12.11    |
| 15   | AUS Emanuel Opplinger   | 35.56        | 24           | 35.55            | 6                | 1:12.11    |
| 16   | SWE Daniel Biveson      | 36.07        | 14           | 36.08            | 12               | 1:12.15    |
| 17   | GER Markus Ebner        | 36.32        | 16           | 35.90            | 7                | 1:12.22    |
| 18   | RUS Denis Salagaev      | 36.36        | 18           | 35.96            | 8                | 1:12.32    |
| 19   | GER Patrick Bussler     | 36.42        | 22           | 36.12            | 13               | 1:12.54    |
| 20   | CAN Jasey Jay Anderson  | 36.18        | 15           | 35.57            | 18               | 1:12.75    |
| 21   | SLO Izidor Sustersic    | 36.32        | 16           | 36.64            | 19               | 1:12.96    |
| 22   | ITA Meinhard Erlacher   | 36.88        | 26           | 36.34            | 16               | 1:13.22    |
| 23   | SWE Flip Fischer        | 36.46        | 23           | 36.97            | 23               | 1:13.43    |
| 24   | ITA Simone Salvati      | 36.39        | 21           | 37.09            | 24               | 1:13.48    |
| 25   | RUS Alexandr Belkin     | 36.66        | 25           | 37.38            | 25               | 1:14.04    |
| 26   | SLO Tomaz Knafelj       | 36.37        | 19           | 38.50            | 28               | 1:14.87    |
| 27   | SVK Radoslav Zidek      | 38.30        | 28           | 38.21            | 26               | 1:16.51    |
| 28   | JPN Kentaro Tsuruoka    | 39.71        | 29           | 38.43            | 27               | 1:18.14    |
| 29   | CAN Philippe Berube     | 36.88        | 26           | 53.15            | 30               | 1:30.03    |
| 30   | AUT Alexander Maier     | -            | DSQ          | 40.57            | 29               |            |
| -    | ITA Rudi Galli          | -            | DSQ          | -                | -                |            |

## Fase final
| 2ª fase | 2ª fase                 | 2ª fase |  |  | Quartas-de-finais | Quartas-de-finais     | Quartas-de-finais |  |  | Semifinais | Semifinais            | Semifinais |  |                | Final          | Final                 | Final |
|         |                         |         |  |  |                   |                       |                   |  |  |            |                       |            |  |                |                |                       |       |
| 1       | SUI Simon Schoch        | -       |  |  |                   |                       |                   |  |  |            |                       |            |  |                |                |                       |       |
| 16      | SWE Daniel Biveson      | +0.52   |  |  | 1                 | SUI Simon Schoch      | -                 |  |  |            |                       |            |  |                |                |                       |       |
| 8       | SLO Dejan Kosir         | -       |  |  | 8                 | SLO Dejan Kosir       | +1.27             |  |  |            |                       |            |  |                |                |                       |       |
| 9       | USA Tyler Jewell        | +0.30   |  |  |                   |                       |                   |  |  | 1          | SUI Simon Schoch      | -          |  |                |                |                       |       |
| 5       | SUI Gilles Jaquet       | -       |  |  |                   |                       |                   |  |  | 13         | FRA Mathieu Bozzetto  | +0.38      |  |                |                |                       |       |
| 12      | ITA Roland Fischnaller  | +0.51   |  |  | 5                 | SUI Gilles Jaquet     | +1.54             |  |  |            |                       |            |  |                |                |                       |       |
| 4       | AUT Andreas Prommegger  | +0.54   |  |  | 13                | FRA Mathieu Bozzetto  | -                 |  |  |            |                       |            |  |                |                |                       |       |
| 13      | FRA Mathieu Bozzetto    | -       |  |  |                   |                       |                   |  |  |            |                       |            |  |                | 1              | SUI Simon Schoch      | +0.73 |
| 3       | SUI Heinz Inniger       | -       |  |  |                   |                       |                   |  |  |            |                       |            |  |                | 2              | SUI Philipp Schoch    | -     |
| 14      | AUT Harald Walder       | +0.66   |  |  | 3                 | SUI Heinz Inniger     | +0.61             |  |  |            |                       |            |  |                |                |                       |       |
| 6       | AUT Siegfried Grabner   | -       |  |  | 6                 | AUT Siegfried Grabner | -                 |  |  |            |                       |            |  |                |                |                       |       |
| 11      | SWE Richard Richardsson | +1.44   |  |  |                   |                       |                   |  |  | 6          | AUT Siegfried Grabner | +0.34      |  |                |                |                       |       |
| 7       | FRA Nicolas Huet        | +0.53   |  |  |                   |                       |                   |  |  | 2          | SUI Philipp Schoch    | -          |  |                |                |                       |       |
| 10      | SLO Rok Flander         | -       |  |  | 10                | SLO Rok Flander       | +1.07             |  |  |            |                       |            |  | Terceiro lugar | Terceiro lugar | Terceiro lugar        |       |
| 2       | SUI Philipp Schoch      | -       |  |  | 2                 | SUI Philipp Schoch    | -                 |  |  |            |                       |            |  |                | 13             | FRA Mathieu Bozzetto  | D     |
| 15      | AUS Emanuel Opplinger   | +1.37   |  |  |                   |                       |                   |  |  |            |                       |            |  |                | 6              | AUT Siegfried Grabner | V     |

## Disputa de 5º-8º
|  | Disputa de 5º-8º |                   |                  |  |    |                  |                   |                  |
|  | 8                | SLO Dejan Kosir   | -                |  |    |                  |                   |                  |
|  | 5                | SUI Gilles Jaquet | +4.55            |  |    | Disputa de 5º-6º | Disputa de 5º-6º  | Disputa de 5º-6º |
|  |                  |                   |                  |  |    | 5                | SUI Gilles Jaquet | D                |
|  | Disputa de 5º-8º | Disputa de 5º-8º  | Disputa de 5º-8º |  | 10 | SLO Rok Flander  | V                 |                  |
|  | 3                | SUI Heinz Inniger | -                |  |    |                  |                   |                  |
|  | 10               | SLO Rok Flander   | +0.14            |  |    | Disputa de 7º-8º | Disputa de 7º-8º  | Disputa de 7º-8º |
|  |                  |                   |                  |  |    | 8                | SLO Dejan Kosir   | D                |
|  |                  |                   |                  |  |    | 3                | SUI Heinz Inniger | V                |

Legenda
| Recorde mundial      | Recorde mundial (World record)               |                       | Recorde africano                      | Recorde africano (African) |                                           | Q | Classificado por posição (Qualified) |
| Recorde olímpico     | Recorde olímpico (Olympic record)            | Recorde da América    | Recorde da América (Americas)         | q                          | Classificado por melhor tempo (Qualified) |   |                                      |
| Melhor marca do ano  | Melhor marca do ano (World leading)          | Recorde asiático      | Recorde asiático (Asian)              | DNS                        | Não largou (Did not start)                |   |                                      |
| Recorde nacional     | Recorde nacional (National record)           | Recorde europeu       | Recorde europeu (European)            | DNF                        | Não terminou (Did not finish)             |   |                                      |
| Recorde pessoal      | Recorde pessoal do atleta (Personal best)    | Recorde da Oceania    | Recorde da Oceania (Oceania)          | DSQ / DQ                   | Desclassificado (Disqualified)            |   |                                      |
| Recorde da temporada | Recorde da temporada do atleta (Season best) | Recorde sul-americano | Recorde sul-americano (South America) | NM                         | Sem marca (No mark)                       |   |                                      |